# Ruffino (biskup Rimini)
Ruffino (zm. w 1192) – włoski kardynał, biskup Rimini w latach 1185–1192.

## Życiorys
Pochodził prawdopodobnie z regionu Emilia-Romania. Od 2 października 1185 jest poświadczony jako biskup Rimini. Papież Klemens III w 1190 roku powołał go do Kolegium Kardynalskiego, pozwalając jednak na zachowanie diecezji Rimini. Jego podpis jako „kardynała prezbitera S. Prassede i biskupa Rimini” widnieje na licznych bullach datowanych między 20 sierpnia 1190 a 26 lipca 1191. Prawdopodobnie w 1191/92 był legatem w Imoli. Zmarł krótko przed 23 marca 1192.
Siedemnastowieczny historyk Ferdinando Ughelli twierdził, że przed objęciem diecezji Rimini Ruffino był biskupem Noli w Kampanii. Identyfikacja ta ze względów chronologicznych jest jednak mało prawdopodobna. Biskup o imieniu Ruffino istotnie zarządzał diecezją Nola od 1173, ale prawdopodobnie zmarł w 1176.